# イッツ・オール・アバウト
『イッツ・オール・アバウト』（It's All About）は、イギリスのバンド、スプーキー・トゥースが1968年に発表した初のスタジオ・アルバム。

## 解説
スプーキー・トゥースの前身に当たる「アート」は、1967年末にガイ・スティーヴンスのプロデュースによるアルバム『Supernatural Fairy Tales』を発表した。その後ゲイリー・ライトが新メンバーとして加入し、ライトと旧知の仲であるジミー・ミラーが本作をプロデュースした。
本作は母国イギリスでは成功に至らなかったが、バンドは1968年8月に初のアメリカ・ツアーを開始して、手応えを得た。
ジェイソン・アンダーソンはオールミュージックにおいて5点満点中4点を付け「ジャニス・イアンの"Society's Child"やザ・ナッシュヴィル・ティーンズの"Tobacco Road"といったカヴァー曲も収録されているが、真に突出しているのは、ソウルフルなバラードの"It Hurts You So"や"Bubbles"を筆頭としたオリジナル曲である」と評している。

## リイシュー
1971年にA&Mレコードから発売されたアメリカ盤再発LPは『Tobacco Road』と改題され、「トゥー・マッチ・オブ・ナッシング」が外されてザ・バンドのカヴァー「ザ・ウェイト」に差し替えられ、ジャケットもマイケル・トレヴィシックが描いた絵に変更された。この再発盤は、1971年7月3日付のBillboard 200で152位を記録した。

## 収録曲
特記なき楽曲はゲイリー・ライトとジミー・ミラーの共作。
1. ソサエティーズ・チャイルド - "Society's Child" (Janis Ian) - 4:30
2. ラヴ・リアリー・チェンジド・ミー - "Love Really Changed Me" (Gary Wright, Jimmy Miller, Luther Grosvenor) - 3:34
3. ヒア・アイ・リヴド・ソー・ウェル - "Here I Lived So Well" (G. Wright, J. Miller, L. Grosvenor, Mike Harrison) - 5:08
4. トゥー・マッチ・オブ・ナッシング - "Too Much of Nothing" (Bob Dylan) - 3:58
5. サンシャイン・ヘルプ・ミー - "Sunshine Help Me" (G. Wright) - 3:05
6. イッツ・オール・アバウト・ラウンダバウト - "It's All About a Roundabout" - 2:45
7. タバコ・ロード - "Tobacco Road" (John D. Loudermilk) - 5:16
8. イット・ハーツ・ユー・ソー - "It Hurts You So" - 3:05
9. フォーゲット・イット・アイ・ゴット・イット - "Forget It, I Got It" - 3:27
10. バブルズ - "Bubbles" (G. Wright, L. Grosvenor) - 2:53

### 2008年リマスターCDボーナス・トラック
1. サンシャイン・ヘルプ・ミー（モノ・シングル・ヴァージョン） - "Sunshine Help Me (Mono single version)" (G. Wright)
2. ウィアード（モノ・シングル・ヴァージョン） - "Weird (Mono single version)" (G. Wright, M. Harrison, L. Grosvenor, Greg Ridley, Mike Kellie)
3. ラヴ・リアリー・チェンジド・ミー（モノ・シングル・ヴァージョン） - "Love Really Changed Me (Mono single version)" (G. Wright, J. Miller, L. Grosvenor)
4. ルガーズ・グルーヴ（モノ・シングル・ヴァージョン） - "Luger's Groove (Mono single version)" (Peter Luger)
5. バブルズ（モノ・シングル・ヴァージョン） - "Bubbles (Mono single version)" (G. Wright, L. Grosvenor)

## 参加ミュージシャン
- ゲイリー・ライト - ボーカル、オルガン
- マイク・ハリソン - ボーカル、ハープシコード
- ルーサー・グロヴナー - ギター
- グレッグ・リドリー - ベース
- マイク・ケリー - ドラムス